# Stensmut
Stensmut, Smut, At slå smut med sten eller At slå smut kaldes det, når et barn eller voksen, samler en mindre, flad sten op ved en strand og kaster den, med rotation, i en flad vinkel langs vandoverfladen, sådan at stenen hopper ("slår smut") hen ad vandoverfladen.
Ifølge Guinness Rekordbog er rekorden på 65 smut, som blev sat af Maxwell Steiner d. 23. august, 2014. Rekorden blev sat i Riverfront Park, Franklin, Pennsylvania. Den tidligere rekord var på 51 smut, og den blev sat af Russell Byars d. 19. juli, 2007 samme sted.

## Links
- stoneskipping.com: Official Stone Skipping Home Page
- January 27,2003, Physics News Update: The Physics of Stone Throwing